# The Pierces (álbum)
The Pierces é o álbum de estreia da dupla The Pierces.

## Tracklist
1. "The Way" - 4:51
2. "Nobody Knows" - 4:17
3. "One For Me" - 4:23
4. "I Don't Need You" - 4:40
5. "I Feel Nothing" - 3:22
6. "Be Alright" - 5:13
7. "Take You Home" - 5:12
8. "Waiting" - 4:08
9. "Blood" - 3:33
10. "Jefrey" - 3:43
11. "Wake You Up" - 4:10
12. "I'll Be Dreaming" - 4:56
13. "Let You Go" - 2:41